# 柳布切 (科韋利區)
51°23′38″N 24°48′22″E / 51.39389°N 24.80611°E
柳布切（烏克蘭語：Любче），是烏克蘭的村落，位於該國西部沃倫州，由科韋利區負責管轄，面積286平方公里，海拔高度165米，2001年人口58，人口密度每平方公里0.2人。